# Grabowiec (Hajnówka)
Pour les articles homonymes, voir Grabowiec.
Grabowiec est un village de Pologne, situé dans la gmina de Dubicze Cerkiewne, dans le Powiat de Hajnówka, dans la Voïvodie de Podlachie à l'est de la Pologne.